# 慶北線

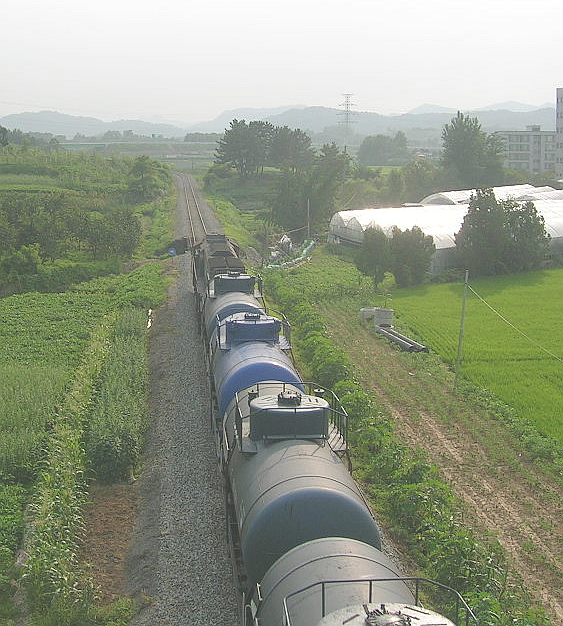
慶北線で運行される貨物列車

慶北線（キョンブクせん）は、大韓民国慶尚北道金泉市にある金泉駅と同道栄州市にある栄州駅を結ぶ韓国鉄道公社（KORAIL）の鉄道路線である。
沿線は旅客の需要が少なく、現路線全通時点で存在していた26駅のうち、2013年現在までに半数以上の14駅が廃駅となっている。2024年の中部内陸線開通後は、聞慶線・中部内陸線と直通し、金泉駅から京畿道利川市の夫鉢駅まで結ばれる予定である。

## 路線データ
- 路線距離：115.0km
- 軌間：1435mm (標準軌)
- 駅数：12（起終点駅、信号場・信号所・仮乗降場を含む）
- 複線区間：なし（全線単線）
- 電化区間：なし

## 歴史
日本統治時代に慶尚北道の竜宮郡で建設が開始。同郡は醴泉郡と聞慶郡のあいだにあり、郵便局が設置されていた。
- 1911年 - 電気工事等を扱う弘中商会が釜山に設立。
- 1924年10月1日 - 最初の開通区間である金泉～尚州間が開業。当時は朝鮮鉄道株式会社線だった。
- 1929年 - 水力発電所である慶北水電が開業。
- 1931年10月15日 - 醴泉～慶北安東（後の安東駅）間の開通により金泉－慶北安東間全線が開通。
- 1940年3月1日 - 買収により国有化される。
- 1944年10月1日 - 線路の供出のため店村～慶北安東間を休止[2]。
- 1966年1月27日 - 店村～醴泉の休止区間が再開業。
- 1966年10月11日 - 終点が安東から栄州へ変更され、醴泉～栄州間が開通。醴泉～安東の休止区間はそのまま廃止となった。
- 2014年9月 - 魚登～醴泉間線路移設工事着手[3]。
- 2016年4月28日 - 魚登～醴泉間線路移設完了、開通に伴い 国土交通部が駅間距離変更の告示。（115.2km→115.0km）[4]

## 駅一覧
- ●：全列車停車、▲：一部列車停車、|：全列車通過
- 駅所在地は全線慶尚北道内。

| 駅名   | 駅名     | 駅名     | 駅間キロ (km) | 累計キロ (km) | 駅 等級      | 駅種別         | ム グ ン フ ァ | 接続路線                         | 所在地 |
| 日本語 | ハングル | 英語     | 駅間キロ (km) | 累計キロ (km) | 駅 等級      | 駅種別         | ム グ ン フ ァ | 接続路線                         | 所在地 |
| ------ | -------- | -------- | ------------- | ------------- | ------------ | -------------- | -------------- | -------------------------------- | ------ |
| 金泉駅 | 김천역   | Gimcheon | 0.0           | 0.0           | 1級          | グループ代表駅 | ●              | 韓国鉄道公社：京釜本線           | 金泉市 |
| 玉山駅 | 옥산역   | Oksan    | 20.0          | 20.0          | 3級          | 普通駅         | ▲              |                                  | 尚州市 |
| 青里駅 | 청리역   | Cheongni | 7.1           | 27.1          | 無配置簡易駅 | 無配置簡易駅   | ▲              |                                  | 尚州市 |
| 尚州駅 | 상주역   | Sangju   | 8.9           | 36.0          | 3級          | 普通駅         | ●              |                                  | 尚州市 |
| 白元駅 | 백원역   | Baegwon  | 8.4           | 44.4          | 無配置簡易駅 | 無配置簡易駅   | \|             |                                  | 尚州市 |
| 咸昌駅 | 함창역   | Hamchang | 11.4          | 55.8          | 無配置簡易駅 | 無配置簡易駅   | ▲              |                                  | 尚州市 |
| 店村駅 | 점촌역   | Jeomchon | 4.2           | 60.0          | 3級          | 普通駅         | ●              | 韓国鉄道公社：聞慶線             | 聞慶市 |
| 龍宮駅 | 용궁역   | Yonggung | 6.9           | 66.9          | 無配置簡易駅 | 無配置簡易駅   | ●              |                                  | 醴泉郡 |
| 開浦駅 | 개포역   | Gaepo    | 6.4           | 73.3          | 無配置簡易駅 | 無配置簡易駅   | ▲              |                                  | 醴泉郡 |
| 醴泉駅 | 예천역   | Yecheon  | 11.7          | 85.0          | 3級          | 普通駅         | ●              |                                  | 醴泉郡 |
| 魚登駅 | 어등역   | Eodeung  | 16.4          | 101.4         | 無配置簡易駅 | 無配置簡易駅   | \|             |                                  | 醴泉郡 |
| 栄州駅 | 영주역   | Yeongju  | 13.6          | 115.0         | 1級          | グループ代表駅 | ●              | 韓国鉄道公社：中央本線・嶺東本線 | 栄州市 |

### 廃駅
- 戦時中の休止により営業休止、その後経路変更によって廃止された醴泉 - 慶北安東（現：安東駅）間の駅は以下の通り。なお1966年に再開業した高坪駅（2001年廃止）は旧線営業当時とは位置が異なる。

（旧）高坪駅 - 虎鳴駅 - 慶北豊山駅 - 鳴洞駅 - 安東駅
- 南山駅 - 金泉駅と玉山駅との間に存在した。1927年1月1日廃止。
- 牙川駅 - 金泉駅と玉山駅との間に存在した。1994年4月25日廃止。
- 道岩駅 - 金泉駅と玉山駅との間に存在した。1927年1月1日廃止。
- 杜院駅 - 金泉駅と玉山駅との間に存在した。2006年6月23日廃止。
- 楊亭駅 - 白元駅と咸昌駅との間に存在した。2006年6月23日廃止。
- 山陽駅 - 店村駅と龍宮駅との間に存在した。2001年7月1日廃止。
- 松岩駅 - 龍宮駅と開浦駅との間に存在した。1974年12月5日廃止
- 栗峴駅 - 開浦駅と醴泉駅との間に存在した。2001年7月1日廃止。
- 佳洞駅 - 開浦駅と醴泉駅との間に存在した。2001年7月1日廃止。
- 東醴泉駅 - 醴泉駅と魚登駅との間に存在した。1974年6月1日廃止。
- 高坪駅 - 醴泉駅と魚登駅との間に存在した。2001年7月1日廃止。
- 眉山駅 - 醴泉駅と魚登駅との間に存在した。2001年7月1日廃止。
- 普門駅 - 醴泉駅と魚登駅との間に存在した。2001年7月1日廃止。
- 獐山駅 - 醴泉駅と魚登駅との間に存在した。1974年12月5日廃止
- 美龍駅 - 魚登駅と栄州駅との間に存在した。2001年7月1日廃止。
- 盤邱駅 -魚登駅と栄州駅との間に存在した。2001年7月1日廃止。